# Springer (carro armato)
Lo  Springer (nome completo: Mittlerer Ladungsträger Springer, Sd.Kfz. 304) era un veicolo da demolizione usato dalla Wehrmacht durante la seconda guerra mondiale.
Basandosi sul Kettenkrad, l'NSU sviluppò e produsse circa 50 Springer, negli anni finali della guerra.
Per fare in modo che il veicolo fosse capace di trasportare un carico maggiore senza la forcella anteriore, furono aggiunte due coppie di ruote stradali. Lo Springer aveva ruote interne e tre ruote esterne. Era spinto da un motore Opel Olympia, che fu utilizzato anche per il Kettenkrad.
Lo Springer era un veicolo da demolizione. Il suo compito era quello di trasportare una carica di 330 kg di esplosivo ad alto potenziale sotto la corazzatura dell'obiettivo e farla detonare.
Un pilota, che sedeva nel retro del veicolo, doveva guidarlo nelle vicinanze dell'obiettivo. L'avvicinamento finale e la detonazione della carica erano controllati da un sistema di controllo remoto con o senza fili.
Lo Springer tuttavia mostrò i medesimi problemi che avevano avuto anche gli altri veicoli da demolizione a controllo remoto: era molto costoso e non molto affidabile. Per ovvi motivi potevano essere usati una sola volta.

## Esemplari superstiti
Uno Springer è visibile al Bovington Tank Museum, in Gran Bretagna. Un altro esemplare è invece custodito presso l'"Association pour la Sauvegarde du Patrimoine Historique et Militaire" (ASPHM), vicino a Strasburgo, in Francia.